# Dardan Sadik
Dardan Sadik (* 2. März 1990 in Pristina als Dardan Sadikaj) ist ein kosovarisch-schweizerischer Schauspieler.

## Leben
Sadik absolvierte nach einem Schnuppertag an der European Film Actor School in Zürich ab 2011 die dreijährige Ausbildung. Daneben arbeitete er im Gastgewerbe um die Ausbildung zu finanzieren, so auch im Restaurant Al Porto in Gersau, das seine Eltern zu dieser Zeit führten.
Die Hauptrolle in der Schweizer Krimiserie Die Beschatter, wo er den etwas verpeilten Milan Gjokaj spielt, brachte ihm den erwünschten Bekanntheitsgrad. Regisseur Michael Steiner meinte dazu in einem Interview: «Woher die Schauspielerinnen und Schauspieler kommen, ist mir egal. Meryl Marty und Dardan Sadik habe ich nicht wegen ihrer Herkunft für die «Beschatter» gecastet, sondern einfach, weil sie die besten Schauspieler für die Rollen waren.» Davor und danach war er bereits in Nebenrollen in diversen Schweizer Filmproduktionen zu sehen.
Stand 2025 ist er das Gesicht in der Werbung des Schweizer Discounters Interdiscount.
Dardik wohnt Stand 2025 in Luzern.

## Filmografie
- 2017: Der Bestatter (Fernsehserie, Folge Schlagabtausch)
- 2017: Lotto (Fernsehfilm)
- 2017: Papa Moll und die Entführung des fliegenden Hundes (Fernsehfilm)
- 2019: Amen Saleikum – Fröhliche Weihnachten (Fernsehfilm)
- 2020: Wilder (Fernsehserie, 2 Folgen)
- 2020: Eden für jeden (Fernsehfilm)
- 2022–2025: Die Beschatter (Fernsehserie, 12 Folgen)
- 2023: Early Birds (Fernsehfilm)
- 2024: Tatort: Von Affen und Menschen (Fernsehreihe)